# Le Message (nouvelle)
Pour les articles homonymes, voir Le Message.
Le Message est une nouvelle d’Honoré de Balzac parue en 1832 dans la Revue des deux Mondes.
Dans la première édition 1833 chez Mame-Delaunay, le titre Le Message disparaît pour faire place à un ensemble de deux nouvelles. Associé à La Grande Bretèche, sous le titre Le Conseil, le texte redevient nouvelle autonome dès sa publication aux éditions Béchet (1834). On le retrouve dans les Scènes de la vie privée de l’édition Furne 1842 de La Comédie humaine.

## Thème
C’est une construction un peu confuse dans laquelle on a cru voir un rapport avec Le Lys dans la vallée. L’incipit de l’auteur est d’ailleurs assez allusif : « J’ai toujours eu le désir de raconter une histoire simple et vraie, au récit de laquelle un jeune homme et sa maîtresse fussent saisis de frayeur et se réfugiassent au cœur l’un de l’autre, comme deux enfants qui se serrent en rencontrant un serpent sur le bord d'un bois. »
L'histoire est celle de deux jeunes voyageurs qui prennent la diligence de Paris à Moulins en voyageant sur l’impériale. Les deux hommes, qui ne se connaissent pas, sympathisent rapidement et parlent, comme deux jeunes gens pudiques et naïfs, de leur maîtresse plus âgée, rivalisant d'histoires plus ou moins vraisemblables sur leur dévouement à ces dernières et sur le caractère aimable de celle qu'ils adorent. Mais la diligence se renverse, écrasant l’un des deux. Avant de mourir, l’accidenté charge son compagnon de remplir une mission : rapporter à sa maîtresse, nommée Juliette, comtesse de Montpersan, les lettres d'amour qu'elle lui avait écrites .
Le narrateur anonyme, après un passage au domicile du défunt pour se procurer cette correspondance, parvient au château de Montpersan et s'arrange pour parler seul à Juliette, mais, observant l'inquiétude qui se dessine sur le visage de cette dernière, bouleversé par le chagrin qu'il va causer, il n'ose lui annoncer directement la nouvelle et lui ment ; elle devine cependant la vérité :

« — Il est vivant ?
Grand Dieu ! quel mot terrible ! J'étais trop jeune pour en soutenir l'accent, je ne répondis pas, et regardai cette malheureuse femme d'un air hébété.
— Monsieur ! monsieur, une réponse ? s'écria-t-elle.
— Oui, madame.
— Cela est-il vrai ? oh ! dites-moi la vérité, je puis l'entendre. Dites ? Toute douleur me sera moins poignante que ne l'est mon incertitude.
Je répondis par deux larmes que m'arrachèrent les étranges accents par lesquels ces phrases furent accompagnées.
Elle s'appuya sur un arbre en jetant un faible cri. »

— Honoré de Balzac, Le Message.
Elle s'enfuit et demeure introuvable quelque temps, jusqu'à ce qu'on la découvre, en larmes, les traits défaits, dans une grange. Son mari, occupé à satisfaire sa gloutonnerie, ne s'est nullement inquiété de son absence et se contente de l'explication que sa femme est indisposée. Le narrateur est au contraire profondément touché par l'expression du désespoir de cette femme passionnée : « Les moindres paroles, les gestes, les actions de cette femme me prouvèrent la noblesse d'âme, la délicatesse de sentiment qui faisaient d'elle une de ces chères créatures d'amour et de dévouement si rares semées sur cette terre. »
À la fin, Juliette, ayant deviné la pauvreté du messager, lui marque discrètement sa sympathie, en trouvant un subterfuge pour lui prêter l’argent nécessaire à son retour à Paris en le chargeant d’un autre message.